# Abaltzisketa
Abaltzisketa en basque ou Abalcisqueta en espagnol est une commune du Guipuscoa dans la communauté autonome du Pays basque en Espagne.

## Toponymie
Koldo Mitxelena dans son livre Apellidos vascos écrit que le toponyme (et nom propre) Abalcisqueta pourrait avoir une relation avec le mot basque abariz (carrasco signifiant Chêne kermès Quercus coccifera). Abaritz, tel qu'il s'écrit en "batua" (basque moderne) pouvait devenir un petit arbre. Dans ce cas le mot abariz apparaissait uni au suffixe -keta qui indique la quantité. Abarizketa pourrait se traduire par plantation de chênes ou lieu abondant en chênes.
L'évolution d'un éventuel abarizketa original jusqu'à l'abaltzisketa actuel peut s'expliquer en basque lorsqu'un nouveau mot se forme par composition d'autres mots car il est habituel que la consonne finale r se transforme en l, comme de "euskara" on obtient "euskaldun", de "abariz" on obtient "abalizketa". Le passage de abalizketa à abalcizqueta peut-être dû à la métathèse.
Jusqu'au milieu du XIXe siècle le nom du village s'écrivait Abalcizqueta puis devint Abalcisqueta, comme nom en espagnol. Le nom actuel, Abaltzisketa, est une adaptation du nom en basque moderne et ses règles orthographiques modernes. En 1983, la municipalité changea officiellement son appellation de Abalcisqueta en Abaltzisketa.

## Géographie
Elle se situe dans la partie sud-est du Gipuzkoa en basque, au sein de la comarque de Tolosaldea. Abaltzisketa se trouve au pied des monts d'Aralar et du mont Txindoki qui culmine à 1 318 m et qui, de plus, est le point le plus élevé du territoire municipal.
Le village se situe sur un col à 370 m qui domine la vallée d'Amezketa et surmonte également le fleuve d'Oria. Il est à 39 km de sa capitale provinciale, Saint-Sébastien et à 14 km de la capitale comarcale, Tolosa. On y accède par une route locale, qui depuis Alegia, traverse Orendain ainsi que depuis Amezketa ou Zaldibia.
La partie méridionale du territoire est incluse dans le parc naturel d'Aralar.

## Personnalités liées à la commune
- Miguel Irazusta (1925-), connu comme Polipaso. aizkolari très connu.
- José María Ibarbia Garmendia (1928-). prêtre, organiste et chef de chœur.

### Sources
- (es) Cet article est partiellement ou en totalité issu de l’article de Wikipédia en espagnol intitulé « Abalcisqueta » (voir la liste des auteurs).